# Galions (esport)
Galions (anciennement Team GO et GamersOrigin) est un club d'esport professionnel français qui a été à l'origine créé en mars 2011 par Guillaume Merlini en tant que fansite dédié à la série Diablo. Par la suite le site s'est développé et a ouvert plusieurs WebTVs avant de devenir un club d'esport en 2014.
Galions évolue depuis 2017 principalement sur League of Legends dans la Ligue Française de League of Legends qu'elle a remporté au segment de printemps 2020.
Le club possède également des joueurs sur Fortnite, TrackMania, Street Fighter, et Super Smash Bros. Ultimate.
En avril 2022, la structure change de nom, passant de GamersOrigin à GO.
En décembre 2024, GO s'allie au streamer Sixen pour devenir Galions.

## Historique

### La naissance de GO, deDiablo IIIàHearthstone
GO est à l’origine un fansite dédié à Diablo III, créé en mars 2011 par Guillaume Merlini. Le site produisait principalement des guides et astuces, à la fois en vidéo et à l'écrit.
Le site a également commencé à couvrir l’actualité d'Hearthstone, le jeu de carte de Blizzard, puis a recruté ses premiers joueurs professionnels en 2014, dont Typhus, Un33d, Fishou et Lowelo puis Protozoaire en 2015.

### Les débuts du club surHearthstone
Souhaitant s’impliquer dans l’organisation de tournois, la structure organise les GamersOrigin Cup 1 et 2 à l’école 42. Les compétitions Hearthstone réunissent plus de 500 joueurs. La deuxième édition de l’événement était alors le tournoi ayant accueilli le plus de participants dans le monde.
En septembre 2015, la line-up Hearthstone prend une toute nouvelle dimension avec l’arrivée d'un nouveau coach, Ryan “Purple” Murphy-Root, qui a notamment remporté le championnat du monde 2014 en coachant le joueur Firebat.
Seulement quelques semaines après son arrivée dans l'équipe, il remporte le championnat des Amériques, (qu'il remportera d'ailleurs une deuxième fois en 2017), puis la DreamHack Winter 2015 quelques mois plus tard. Purple enchaîne les bons résultats et est rejoint peu à peu par de nouveaux joueurs comme Chinoize, Den, Trec, Mitsuhide ou Gallon. La section Hearthstone de GO ferme temporairement ses portes quand Gallon quitte le club pour rejoindre l'équipe de développement du jeu.

### L'aventure WebTV
La sortie de Hearthstone a permis à GO de se lancer dans le streaming par l'intermédiaire de ses joueurs dont Un33d, Fishou et Lowelo. La chaîne Youtube HSFR est créée en 2014, et dans la foulée, la structure française s'associe à deux YouTubers leaders sur Hearthstone en France à l’époque, David et Eskilax, pour lancer la première WebTV sur le jeu de carte de Blizzard.
En juin 2015, David et Eskilax quittent le projet, ce qui signe la fin de la WebTV HSFR. Pour rebondir, GO annonce le lancement de leur propre TV 100% Hearthstone 24/24 7 jours sur 7. Ainsi, HSFR.TV est renommé GamersOriginHS.
Le 26 septembre 2017 GO s'associe avec une autre WebTV, O'GamingTV, qui diffusait principalement du League of Legends et du StarCraft, pour lancer O'Rigin.
Le 8 février 2019, GO a annoncé la fermeture de la WebTV O'Rigin. Le club a tout de même conservé son équipe professionnelle Hearthstone et a focalisé son activité sur le club esport, signant la fin de son aventure dans les WebTV,.

### La croissance surOverwatch
La sortie du jeu Overwatch en juin 2016, le nouveau FPS compétitif de Blizzard, est l'occasion pour l'équipe de recruter une deuxième équipe sur un nouveau jeu. Ce recrutement permet non seulement à GO de se détacher d'Hearthstone, mais aussi de devenir un véritable club esport.
L'aventure a débuté en juin 2016 avec la signature de l'équipe Broverwatch composée de WhiTeFire, SILO, Narwak, AsuraxX, Strenx et Jenkins. Très rapidement, GO s'est imposée comme l'une des meilleures équipes françaises et la 5e meilleure équipe d’Europe en remportant notamment la DreamHack Tours 2017 et terminant à la 5e place de la saison 1 des Overwatch Contenders 2017 (l'équipe avait terminé à la 8e place de la saison 0 des Contenders). À la même époque la structure avait aussi recruté une équipe féminine d'Overwatch et participé à de plusieurs LANs avant de clore la section.
Certains des meilleurs joueurs français sont passés chez GO comme BenBest, Hyp ou encore Poko qui ont participé à l'Overwatch League et ont été sélectionnés en équipe de France pour la coupe du monde d'Overwatch.
GO se sépare de son équipe Overwatch en novembre 2017 et se retire de la scène avec l'arrivée de l'Overwatch League.

### League of Legends, le début du renouveau
En 2017, GO ouvre une section League of Legends avec une équipe composée de Shemek, Bluerzor, Tonerre, Kitty et Targamas qui rejoint  la structure le 16 janvier 2017. Cette section s'avère rapidement être un succès avec de bons résultats sur la scène française. L'arrivée du club sur le MOBA de Riot Games coïncide avec la médiatisation accrue du circuit compétitif français et lui permet de s'affirmer comme l'une des plus grosses structures françaises d'esport. Malgré ses bons résultats sur la scène française, l'équipe peine à se faire une place au niveau Européen en échouant aux portes des Challenger Series en 2017[réf. nécessaire]. Fin 2017 l'équipe termine vice-championne de France après une saison pourtant très dominante. En 2018, l'équipe confirme sa bonne forme sur LoL en recrutant une toute nouvelle équipe qui gagnera la plupart des LANs françaises, se qualifiant à deux reprises aux European Masters, la nouvelle compétition officielle de Riot regroupant les meilleures équipes nationales européennes. À sa première participation GO terminera à la 4e place et à la deuxième à la 8e place. La saison se finira néanmoins une nouvelle fois avec une place de vice-champions de France.
Capitalisant sur son succès et son image de club esport acquis sur League of Legends, GO accueille en novembre 2017 un roster PlayerUnknown’s Battlegrounds composé de mAydie, Fanom, Elastix et Falcuma[réf. nécessaire]. Les 4 joueurs se qualifient rapidement pour un tournoi majeur, le PUBG Online Showdown, quelques jours seulement après leur arrivée. Ils sont ensuite rejoints par une équipe TrackMania, qui compte notamment dans ses rangs Pac, le champion du monde en titre et qui enchaînera les bons résultats sur toutes les compétitions suivant leur recrutement (Gamers Assembly 2018-19, Zerator Cup 2018-19, TMGL 2020, Zerator Cup 2020). Toujours dans la même lancée, GO recrute l'équipe des Allister Zoo, championne du monde sur Dofus qui remporte en mai 2018 la DreamHack Tours et permet à GO d'obtenir son premier titre mondial.
GO s’intéresse aussi à Starcraft II avec l’arrivée de Ilyes "Stephano" Satouri , joueur français le plus titré de l’histoire du jeu. Ce recrutement sur l’un des jeux les plus emblématiques de l’esport est suivi quelque temps plus tard de l’arrivée d’une équipe sur le jeu incontournable du moment, Fortnite, le battle royale d'Epic Games. L'équipe composée de M11Z, JuleZ, Deadra et Lenzh s'impose rapidement comme l'une des meilleures équipes françaises avec notamment une victoire lors du Colmar Esport Show<[réf. nécessaire]. M11Z et Deadra se qualifieront même pour la coupe du monde en tant que premier duo français en mai 2019 et termineront 11e de cette dernière, remportant 100 000 $.

### 2019, l'explosion du club
En mars 2019, GO lève 3 millions d'euros auprès notamment d'Entrepreneur Venture et de Florent Steiner (Société Pinou Capital). Cette levée de fonds permet à GO de s'installer en septembre 2019 dans le quartier de la Bastille à Paris dans de nouveaux locaux de 900 m2 comprenant plusieurs salles d'entraînements, de réunion, de repos et des espaces pour le staff (ostéopathe, psychologue, nutritionniste-diététicienne, chef-cuisinier et coach sportif),.
Cette levée de fonds permet également au club de recruter Reynor, jeune joueur italien de StarCraft II qui a par la suite remporté les WCS Winter et Summer et terminé second aux championnats du monde 2019. Le club s'est aussi lancé sur de nouveaux jeux. Le recrutement de Olivier "Luffy" Hay, premier européen à avoir remporté l’EVO sur Street Fighter, marque l’entrée de GO dans le versus fighting. Cette arrivée est suivie de celle de Keev, tenant du titre de l’EVO Japan sur SoulCalibur VI. Enfin, le club se lancera sur Apex Legends quelques mois plus tard et l'équipe terminera 4e lors du Apex Legends Preseason Invitational faisant office à l'époque de Coupe du Monde.
2019 signe aussi le lancement de la LFL, la Ligue Française de League of Legends avec 8 équipes pour la première saison : Team LDLC, Team Vitality (l’équipe académique), Misfits (l’équipe académique), Team aAa, Team MCES, ROG Esport, Solary et GO. Cette nouvelle ligue offre plus de visibilité aux équipes françaises et GO y fera une entrée d'abord remarquée en terminant second de la saison régulière du premier split, avant d'échouer aux portes des European Masters. Cette année 2019 se conclut par une 3e place aux finales globales de la LFL pour GO.
En 2020, GO lance son équipe académique sur League of Legends qui évolue en Division 2, la ligue sous la LFL, et termine deuxième de la saison régulière. L'équipe principale, elle, remporte le segment de printemps 2020 de la LFL en battant LDLC OL 3-0 en finale avec son équipe composée de Shemek, Toucouille, Bluerzor, Smiley et HustlinBeast. Cette victoire les qualifie au premier segment des European Masters 2020, et leur parcours s'arrêtera en quarts de finale une nouvelle fois.

### 2024: GO devient Galions
En décembre 2024, GO s'allie avec le streamer marseillais Sixen, dont l'ancien club qu'il dirigeait, Team du Sud, s'est arrêté.
Il transforme l'identité de GO, en renommant le Club "Galions", en référence aux célèbres bateaux.

## Identité du club

### Logos

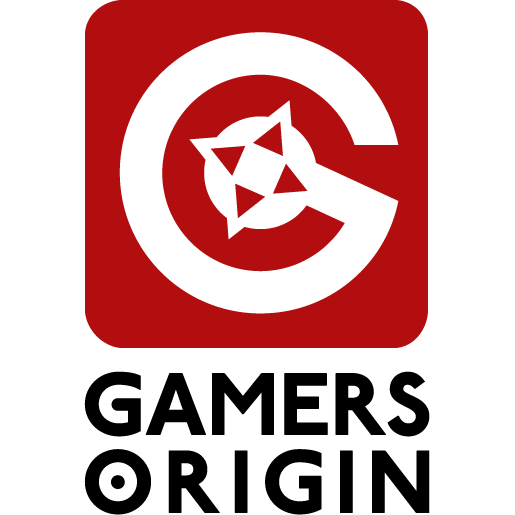
Logo de 2011 à 2019
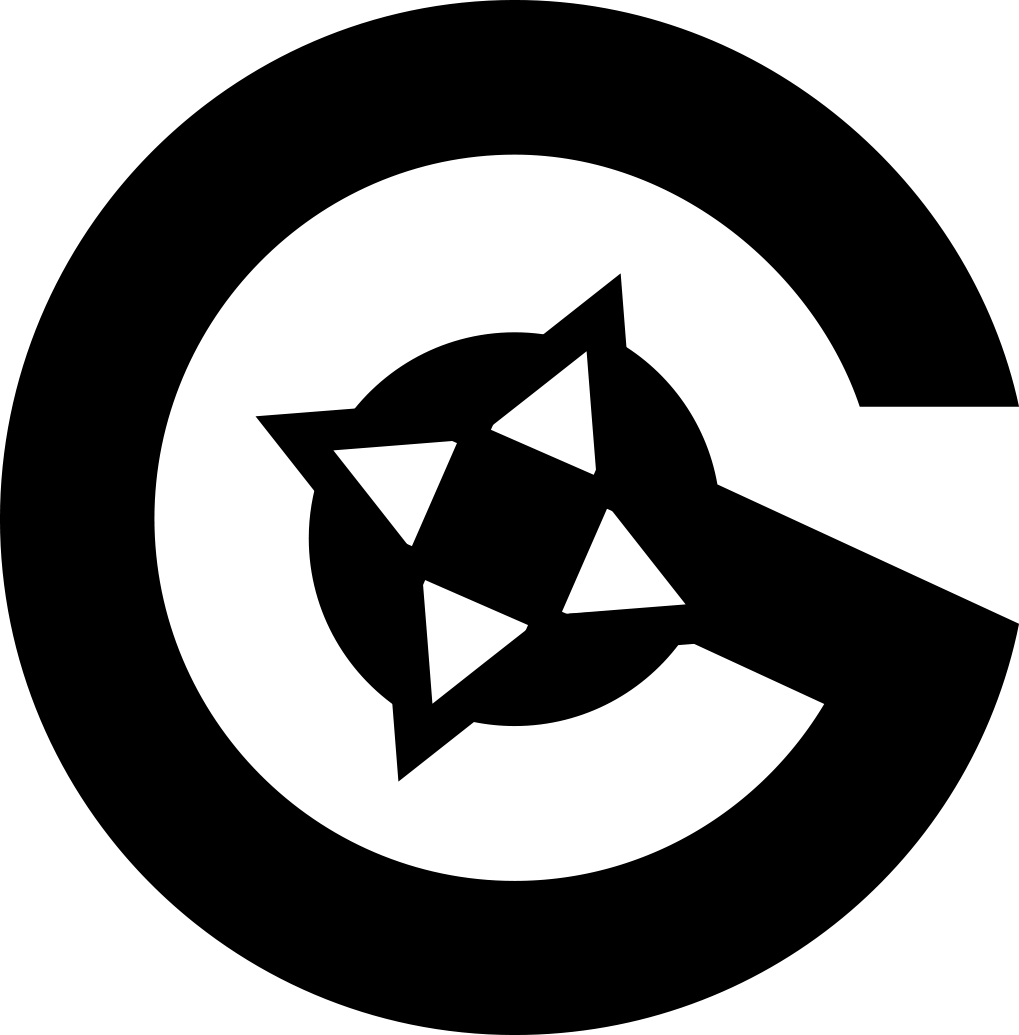
Logo de 2019 à 2022
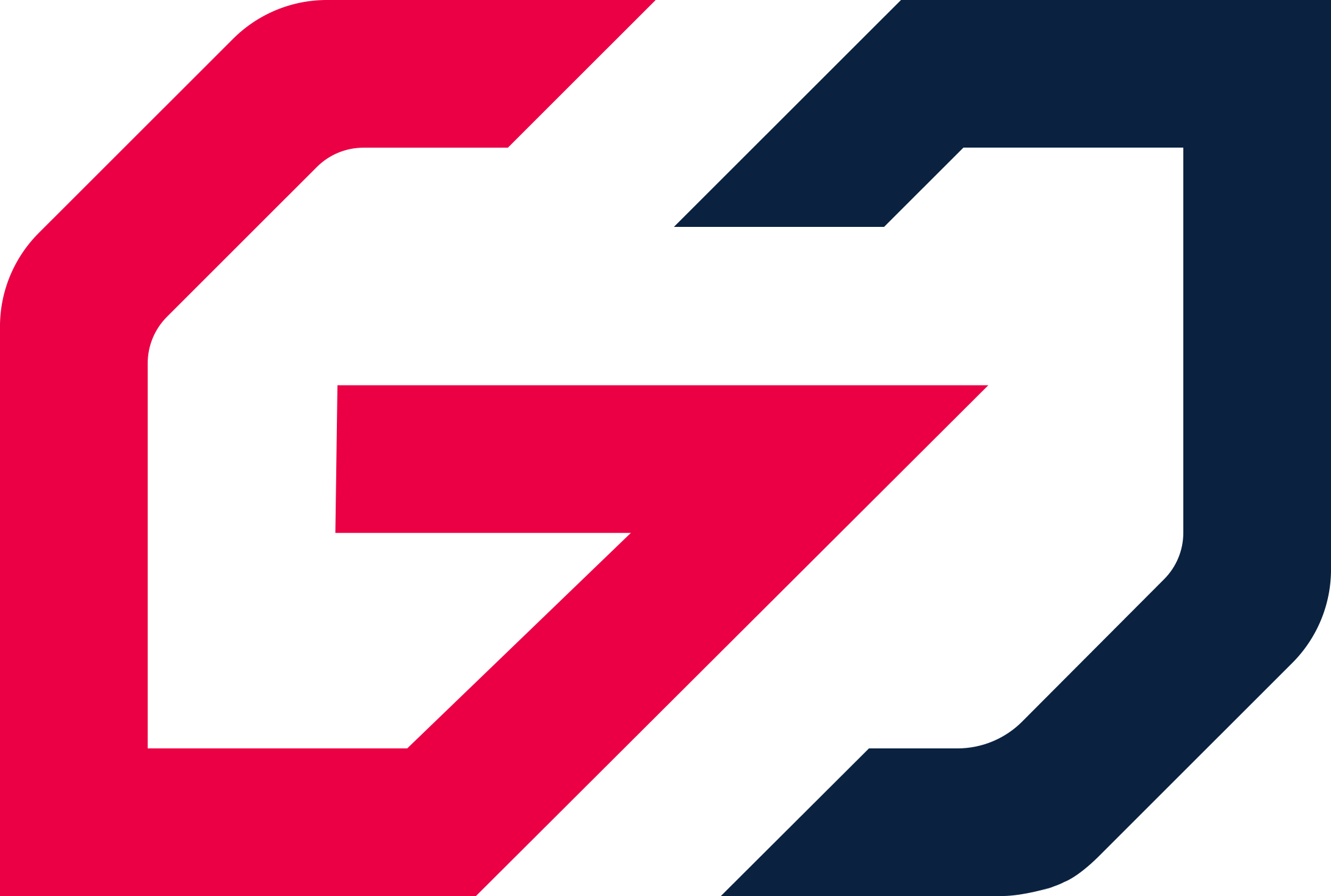
Logo de 2022 à 2024
Logo de 2024 à aujourd'hui

### Maillots

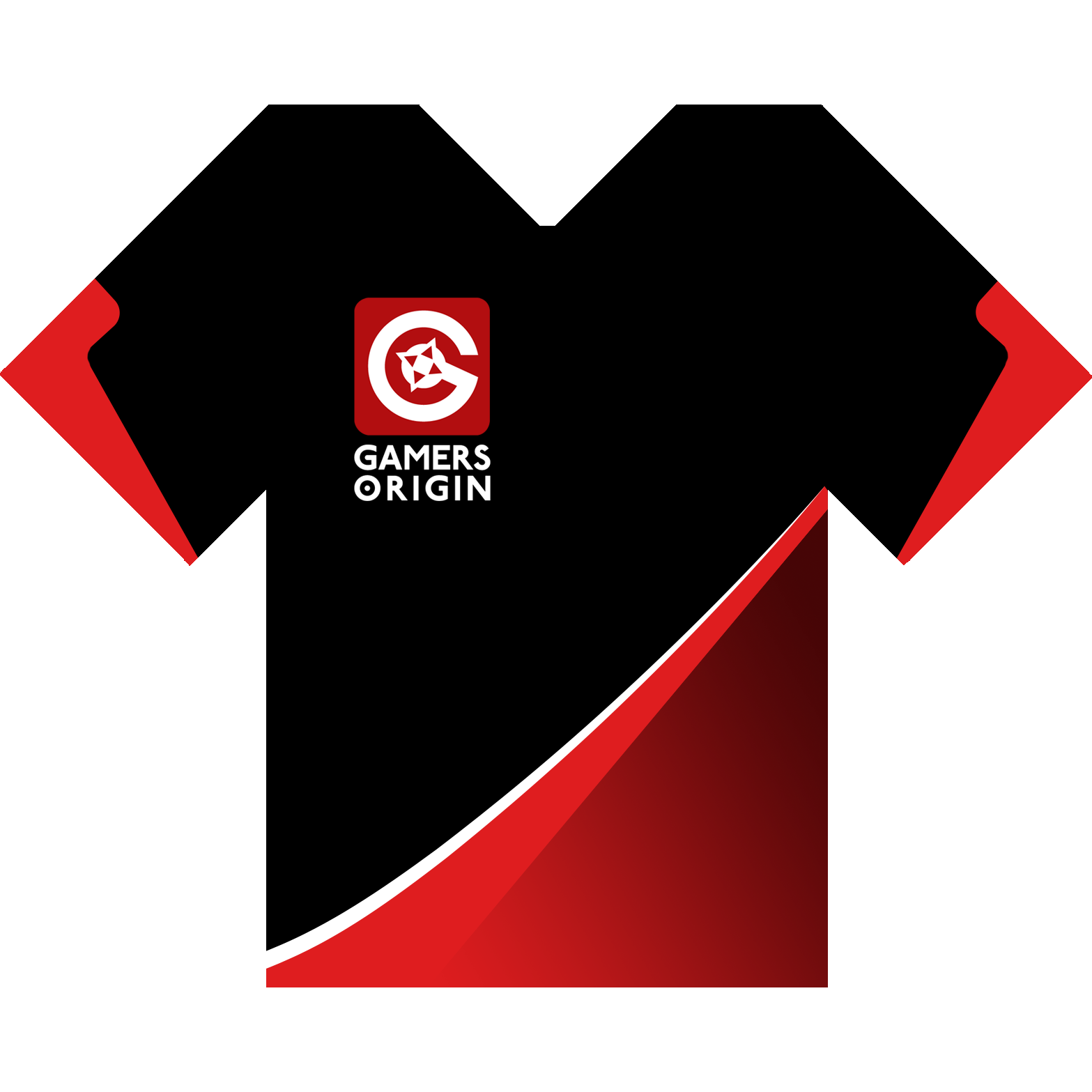
2014-2015
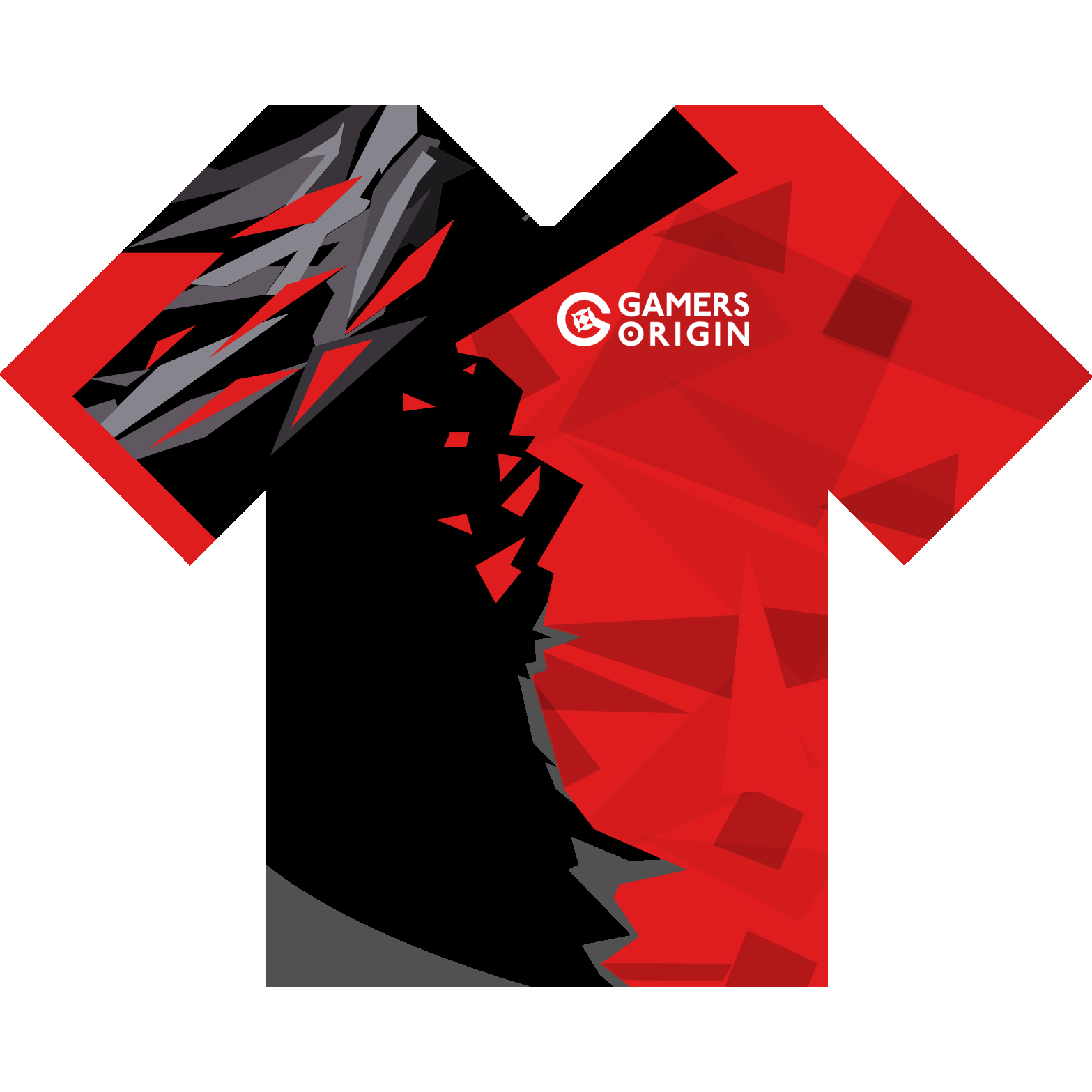
2016-2017
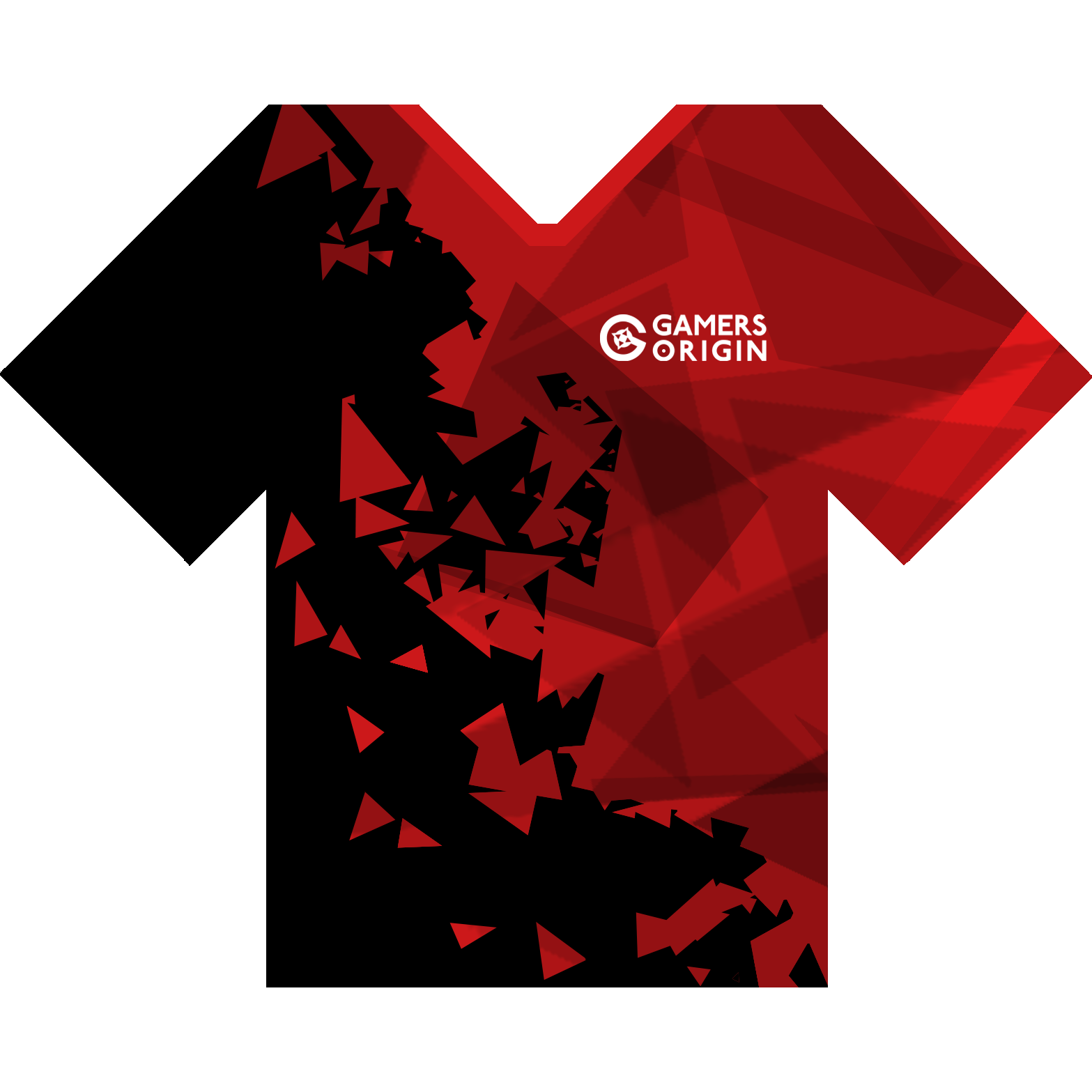
2017-2018
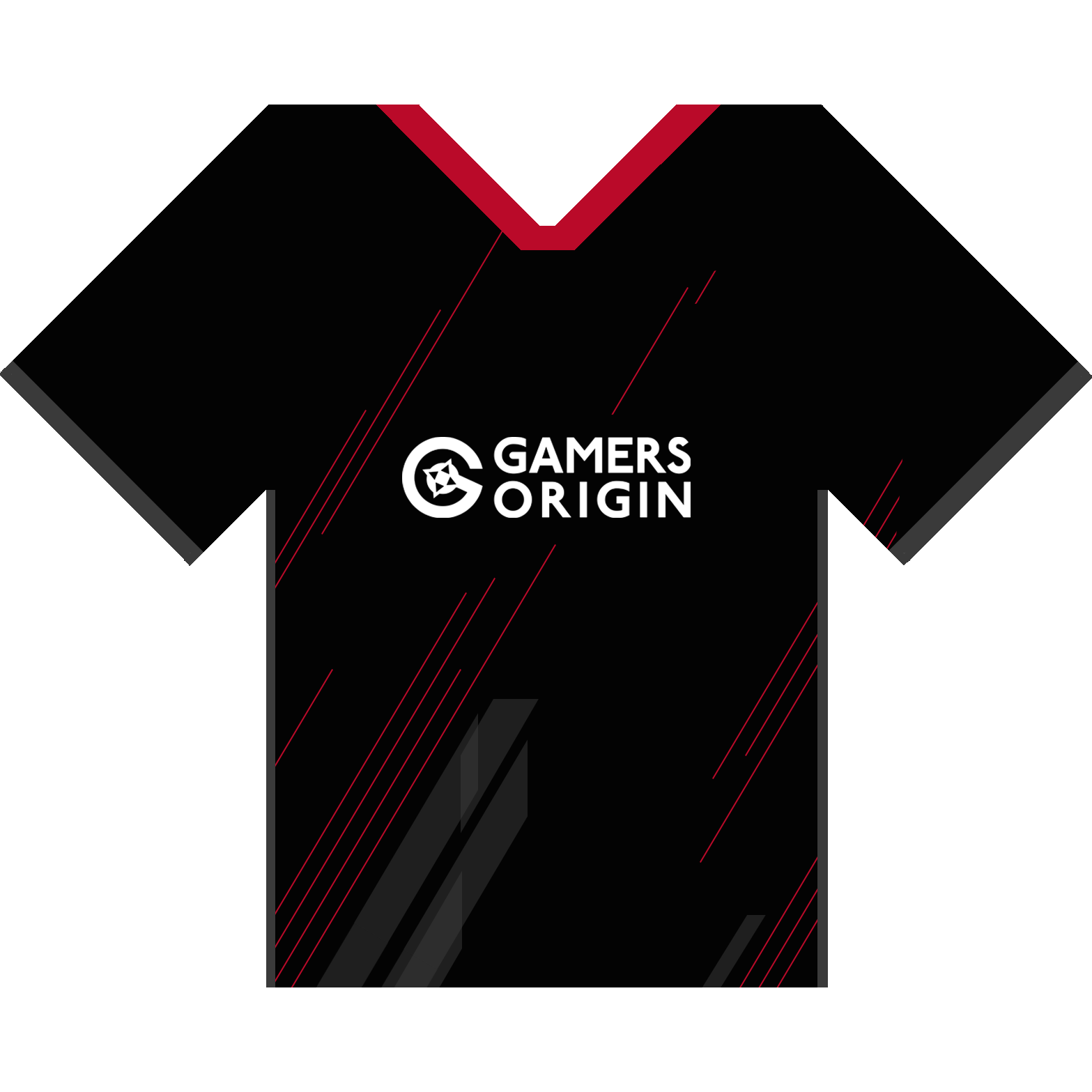
2018-2019
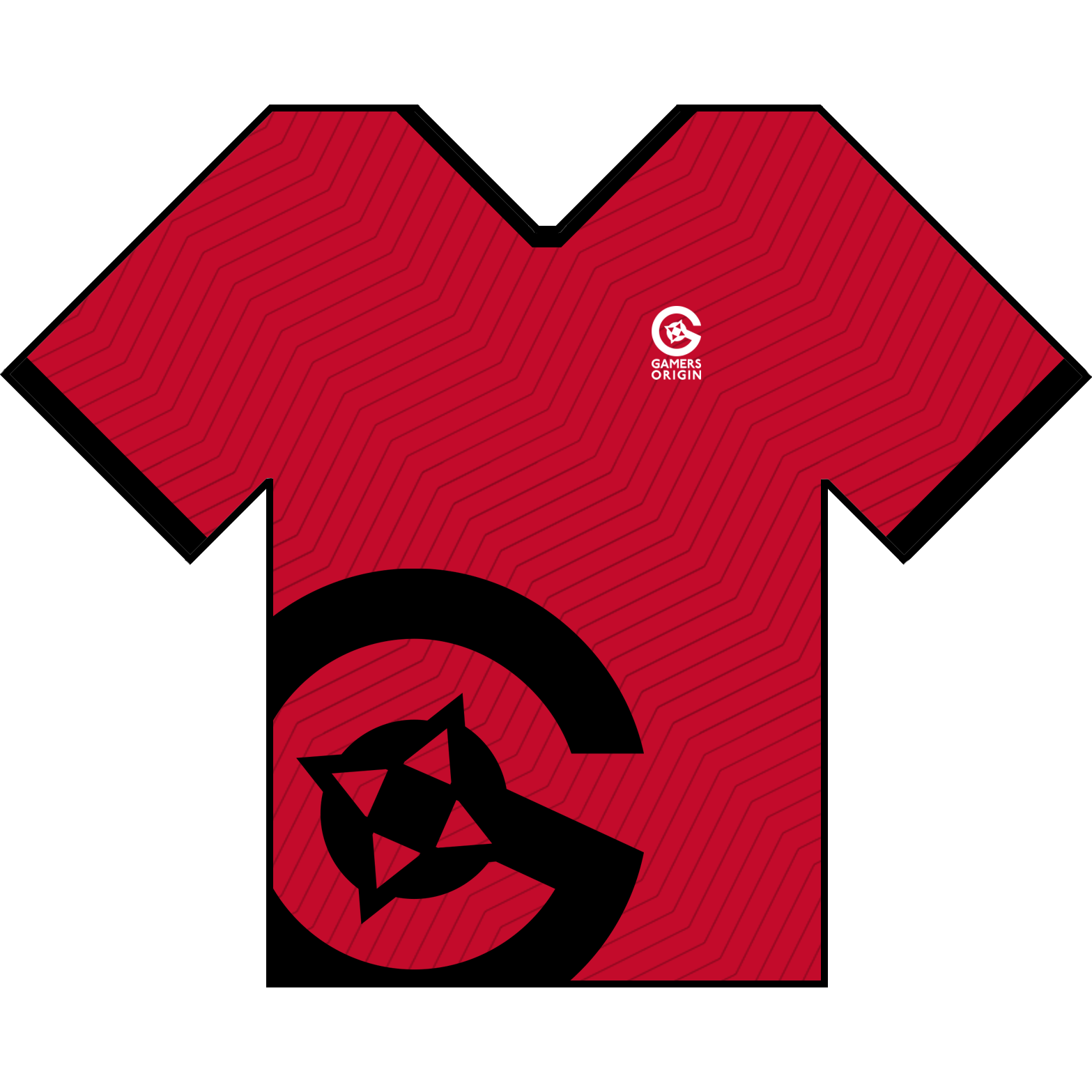
2020
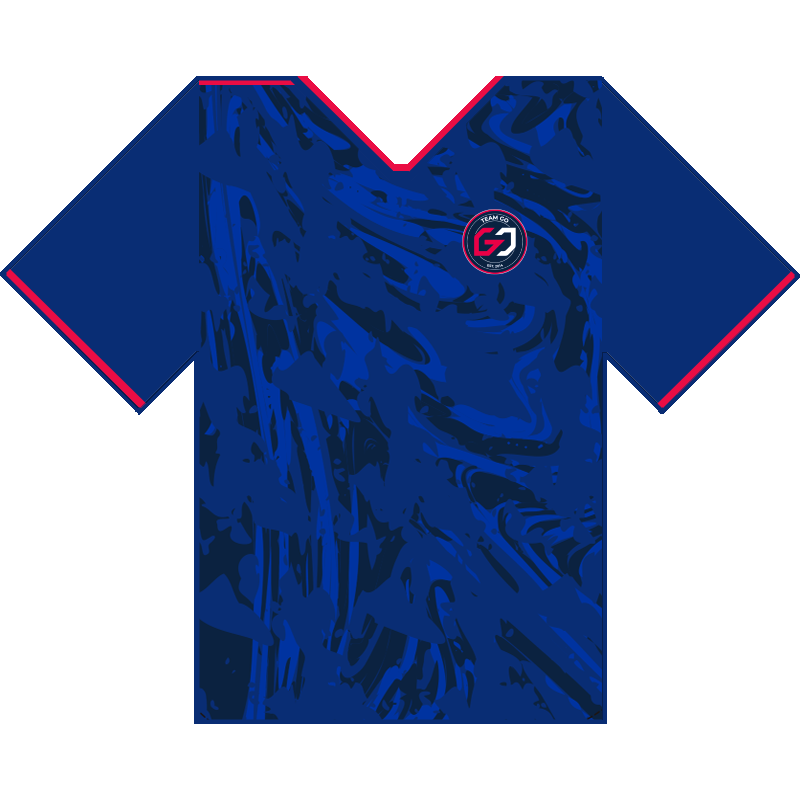
2022
2024-2025

## Divisions actuelles

### League of Legends
Effectif
| Nat.                   | Pseudo | Nom             | Rôle     | Date d'entrée    |
| ---------------------- | ------ | --------------- | -------- | ---------------- |
| Drapeau de la Turquie  | Ragner | Onurcan Aslan   | Top      | Décembre 2024    |
| Drapeau de la Roumanie | Xerxe  | Andrei Dragomir | Jungle   | Décembre 2024    |
| Drapeau de la Turquie  | Serin  | Tolga Ölmez     | Mid      | Décembre 2024    |
| Drapeau de la France   | Jezu   | Jean Massol     | AD Carry | 23 décembre 2022 |
| Drapeau de la France   | Zoelys | Théo Le Scornec | Support  | Décembre 2024    |

| Drapeau de la France | Hairost | Aymerick Sergeant | Head Coach      | Décembre 2024 |
| Drapeau de la France | Karot   | Alan Trochel      | Assistant Coach | Mars 2025     |
| Drapeau de la France | Mascode | Thomas Jego       | Analyste        | Décembre 2024 |

### Rocket League
Effectif
| Nat.                 | Pseudo       | Nom               | Rôle   | Date d'entrée   |
| -------------------- | ------------ | ----------------- | ------ | --------------- |
| Drapeau de la France | Ekon         | Thomas Chenel     | Joueur | 21 octobre 2022 |
| Drapeau de la France | Yukiss       | Clément Pardonche | Joueur | 21 octobre 2022 |
| Drapeau de la France | WhiiskyDrink | Evan Castagno     | Joueur | 21 octobre 2022 |

| Drapeau de la France | ImaginaXion | Thibaut Mghaoues | Entraîneur   | 21 octobre 2022 |
| Drapeau de la France | Fuury       | Florian Maquis   | Commentateur | 21 octobre 2022 |

### Super Smash Bros. Ultimate
Effectif
| \| Nat. \| Pseudo \| Nom \| Rôle \| Date d'entrée \| \| ---- \| ------- \| ------------------ \| -------------- \| ---------------- \| \| \| Oryon \| Thomas Scalese \| Wolf \| 10 novembre 2022 \| \| \| Papou \| Valérian Ramamonjy \| Pyra et Mythra \| 15 février 2023 \| \| \| NaetorU \| Dylan Renon \| Pichu \| 12 janvier 2024 \| |         |                    |                |                  |
| Nat. | Pseudo  | Nom                | Rôle           | Date d'entrée    |
| Drapeau de la France | Oryon   | Thomas Scalese     | Wolf           | 10 novembre 2022 |
| Drapeau de la France | Papou   | Valérian Ramamonjy | Pyra et Mythra | 15 février 2023  |
| Drapeau de la France | NaetorU | Dylan Renon        | Pichu          | 12 janvier 2024  |

### Fortnite
Effectif
| Nat. | Pseudo | Nom | Rôle | Date d'entrée |
| ---- | ------ | --- | ---- | ------------- |

| Drapeau de la France | Meltore | Hugo Colin | Entraîneur | 7 août 2020 |

## Palmarès
| League of Legends | Fortnite | Trackmania |
| --- | --- | --- |
| - European Masters - 3e en Spring 2018 - 5e en Summer 2018, Spring 2020 et Summer 2020 - Championnat de France* - Vice-champions en 2017, 2018 et 2020 - 3e en 2019 - LFL Playoffs (2) - Champions en Spring 2020 et Summer 2020 - 3e en Spring 2019 - 6e en Spring 2022 - LFL (1) - Champions en Summer 2020 - Vice-champions en Spring 2019 - 3e en Spring 2020 - 6e en Summer 2019 et Spring 2022 - 7e en Spring 2021 et Summer 2021 - Underdogs (2) - Champions 2x en 2017 - Vice-champion en 2019 - 3e en 2020 - Lyon e-Sport (1) - Champions en 2017 - 3e en 2018 et 2019 - 4e en 2020 et 2021 - GamersAssembly (2) - Champions en 2017 et 2018 - 2e en 2021 - Occitanie Esports (2) - Champions en 2018 et 2019 - ESWC (1) - Champions en 2017 (Metz) - Vice-champion en 2017 (Summer) - Montpellier Esport Show (1) - Champions en 2017 - DreamHack Tours - 3e en 2018 - 5e en 2017 - Geek Days Lille (1) - Champions en 2017 Équipe académique : - Division 2 - Vice-champions en 2020 - 4e en Spring 2021 - 8e en Summer 2021 - Colmar Esport Show - Vice-champions en 2020 - Lyon e-Sport - 7e en 2020 - 17e en 2021 - GamersAssembly - 17e en 2021 | - World Cup - 11e en 2019 - FNCS - Vice-Champion au C2S2 - 4e au C2 S8 - 6e au C2 S7 - 9e au C2 S4 - 12e au C2 S6 - 14e au C1 S10 - 17e au Grand Royale 2021 - 19e au C3 S1 - 27e au C2 S5 - 32e au All-Star - Cash Cup (3) - Champion 1x en 2020 et 2x en 2021 - Vice Champion 4x en 2022, 4x en 2021 - 3e 2x en 2022, 1x en 2021 - 4e en 2020 - 6e 3x en 2021 et 1x en 2022 - IEM Katowice - 19e en 2019 - Colmar Esport Show (1) - Champions en 2019 - HFLAN (1) - Champions en 2018 - DreamHack - Vice-Champion en 2018 - 5e en Avril 2021 - 6e en Winter 2020 et octobre 2020 - Aqua & Nyhrox Throwback Cup (1) - Champions en 2020 - ESWC - 4e en 2018 (Metz) - La Catalane - 3e en 2019 - Lyon e-Sport - 16e en 2019 - 13e en 2020 - Occitanie Esports - 15e en 2019 | - ZrT Trackmania Cup (1) - Champion en 2021 - Vice-champion en 2019 - 3e en 2018 - 5e en 2020 - TM World Cup - 4e en 2018 - 6e en 2021 - TMGL Playoffs - Vice-champion en 2019 - 4e en Winter 2020 et Fall 2020 - 6e en Winter 2021 - TMGL Regular Season (1) - Champion en Winter 2020 - Vice-champion en 2019 - 4e en Fall 2020 - 8e en Winter 2021 - 10e en Fall 2021 - 11e en Spring 2022 - Trackmania Pro League (1) - Champion en 2018 - GamersAssembly (3) - Champion en 2018 (Tech) et 2x en 2019 (Tech & Dirt) - 3e en 2019 (Dirt) - Efrei Trackmania Cup - Vice-champion en 2022 - GameWard Cup (1) - Champion en 2020 - Solary Cup - 4e en 2020 - Air France Trackmania Cup - Vice-champion en 2020 - Gaming Winterfest - 6e en 2018 |
| Street Fighter V | Smash | Hearthstone |
| - Capcom Cup - 13e en 2019 - Capcom Cup Europe - 7e en 2019 - CPT Pro Tour - Vice-champion en 2021 (Online) - 3e en 2021 (Online) - 4e en 2019 (Online) - 5e en 2019 (Singapore) - 9e 2x en 2020 (Online) - 13e en 2019 (Asia) - 17e en 2019 (NA) - EVO - 7e en 2021 - 65e en 2019 - Red Bull Kumite - 3e en 2021 - 9e en 2019 - First Attack - Vice-champion en 2019 - Headstomper - Vice-champion en 2019 - Reflect - Vice-champion en 2019 - GamersAssembly (1) - Champion en 2022 - Maxlan (1) - Champion en 2022 - Ultimate Fighting Arena - 5e en 2019 - Sonic Boom - 5e en 2019 - VSFighting - 9e en 2019 | - Wanted - 25e en Mars 2022 - Spike Tournament (1) - Champion en Février 2022 - Vice-champion en Avril 2022 - Dose2Sel - 7e en Avril 2022 - 25e en Février 2022 - Revival Of Lyon - 5e en 2022 | - Heartstone World Championship - 9e en 2015 et 2017 - Americas Championship (2) - Champions en 2015 et 2017 - Europe Championship - 84e en 2017 - DreamHack (3) - Champions en 2015 (Winter), 2016 (Winter), 2019 (Tours) - 3e en 2017 (Winter) et 2016 (Winter) - 5e en 2015 (Summer) - 7e en 2017 (Tours) - WESG (1) - Champions en 2019 - Grandmasters - 7e en 2020 - 8e en 2019 - Masters Tours - Vice-champion en 2019 (Las Vegas) - HCT (1) - Champions en 2018 (Germany) - 3e 2x en 2018 (Toronto et Montreal) - 5e en 2018 (Tours) - 9e en 2018 (Atlanta) - French National Championships (1) - Champions en 2015 - Play2Live (1) - Champions en 2018 - ArmaCup (2) - 2x Champions en 2017 (no 2 et no 5) - Vice-champion en 2019 (Versailles) - 3e en 2017 (no 4) - 4e en 2017 (2x no 7 et no 8) et 2019 (Kremlin-Bicêtre) - 5e en 2018 (Metz) - Red Reserve Invitational (1) - Champions en 2018 |
| StarCraft II | Overwatch | Apex Legends |
| - World Championship - Vice-champion en 2019 - WCS (2) - Champions 2x en 2019 (Winter & Summer) - Vice-champion en 2019 (Fall) - 3e en 2019 (Spring) - 9e en 2018 (Austin) et 2019 (GSL vs The World) - 17e en 2018 (Montreal) - 23e en 2018 (Leipzig) - WCS Qualifiers - Vice-champion 2x en 2019 (Fall et Summer) - 5e 2x en 2018 (Leipzig & Austin) et en 2019 (Spring) - 13e 2x en 2018 (Valencia & Montreal) - Dreamhack Masters - 13e en Fall EU 2020 (Online) - 17e en Winter EU 2020 (Online) - 25e en Summer EU 2020 (Online) - IEM - 9e en 2018 (PyeongChang) - 29e en 2019 (Katowice) - WCG - Vice-champion en 2019 - HomeStory Cup - Vice-champion en 2019 (XX) - 5e en 2018 (XVII) - 9e en 2019 (XIX) - 25e en 2018 (XVIII) et 2020 (#2) - OSC Championship - 4e en 2019 - Assembly Summer - 13e en 2019 - WESG - 9e en 2018 - - 0 - GLL Apex Legends Series - 14e en 2019 - La Catalane - Vice-champions en 2019 | - Overwatch Contenders - 5e en 2017 (S1) - 13e en 2017 (S0) - Overwatch PIT Championship - 9e en 2017 - GamersAssembly (1) - Champions en 2016 - 3e en 2017 - DreamHack (1) - Champions en 2017 - Underdogs - Vice-champion 2x en 2016 (S4 et S2) - 3e 2x en 2016 (S3 et S1) - Montpellier eSport Show (1) - Champions en 2017 - Overwatch GeForce Cup (1) - Champions en 2016 - Multiplay Insomnia - Vice-champions en 2016 - Gaming WinterFest (1) - Champions en 2017 - ASUS ROG Tournament - Vice-champions en 2017 - HND Overwatch - Vice-champions en 2016 | - Preseason Invitational - 4e en 2019 - Europe League - Vice-champions en 2019 (S5) - 8e en 2019 (S4) - ALGS - Vice-champions en 2020 (Online #3) - 6e en 2020 (Online #4) - 7e en 2020 (Super Regional #2) - 8e en 2020 (Super Regional #1) - 12e en 2020 (Online #2) - AXL Invitational - 5e en 2020 - Esport Arena - 6e en 2020 - GLL Apex Legends Series - 14e en 2019 - La Catalane - Vice-champions en 2019 |
| Dofus | PUBG | Soul Calibur |
| - Dofus World Series (2) - Champions en 2017 (Summer) et 2018 (Winter) - Corrida Silouatienne (1) - Champions en 2017 (2) - Vice-champions en 2017 (1) - Champion's Cup - 8e en 2017 - Mingo Championship Series - Vice-champions en 2017 - La famille Dofusiens (1) - Champions en 2017 - Survivor X (1) - Champions en 2017 - Battle Munster - 5e en 2017 - Marocminator - 3e en 2017 - Joyaux de la boite de Pandore - 8e en 2017 - zom Premier League - 44e en 2018 (S2) | - GLL Europe - 34e en 2018 - PUBG France Series Finale - 3e en 2018 - PUBGOnline - 40e en 2018 - Auzom Premier League - 44e en 2018 (S2) | - Soul Calibur VI Invitational Finals - 8e en 2019 - VSFighting (1) - Champion en 2019 - Brussels Challenge Major Edition (1) - Champions en 2019 - Dreamhack - Vice-champion en 2019 - Ultimate Fighting Arena - 4e en 2019 - Road To Evo - Vice-champions en 2019 |

*Challenge France en 2017, Open Tour France en 2018 et LFL Finals à partir de 2019